# Segling vid olympiska sommarspelen 1972

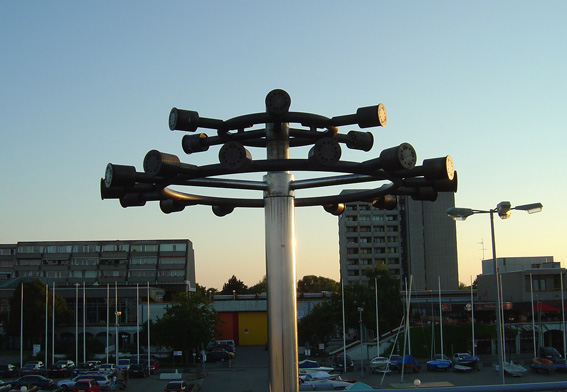
Platsen för den olympiska elden vid seglingstävlingarna vid OS 1972.

Frimärke för tävlingarna.

Segling vid de olympiska sommarspelen 1972 i samband med övriga tävlingar i München avgjordes i Kiel. Olympiahamnen ligger i Schilksee. 

## Medaljtabell
| Pl.    | Nation         | Guld | Silver | Brons | Totalt |
| ------ | -------------- | ---- | ------ | ----- | ------ |
| 1      | Australien     | 2    | 0      | 0     | 2      |
| 2      | Frankrike      | 1    | 1      | 0     | 2      |
| 2      | Storbritannien | 1    | 1      | 0     | 2      |
| 4      | USA            | 1    | 0      | 2     | 3      |
| 5      | Sovjetunionen  | 1    | 0      | 1     | 2      |
| 6      | Sverige        | 0    | 2      | 0     | 2      |
| 7      | Östtyskland    | 0    | 1      | 0     | 1      |
| 7      | Grekland       | 0    | 1      | 0     | 1      |
| 9      | Västtyskland   | 0    | 0      | 2     | 2      |
| 10     | Kanada         | 0    | 0      | 1     | 1      |
| Totalt |                | 6    | 6      | 6     | 18     |

## Medaljfördelning
| Gren                            | Guld                                               | Silver                                                    | Brons                                         |
| Finnjolle Detaljer...           | Frankrike Serge Maury                              | Grekland Ilias Khatzipavlis                               | Sovjetunionen Viktor Potapov                  |
| Starbåt Detaljer...             | Australien David Forbes John Anderson              | Sverige Pelle Petterson Stellan Westerdahl                | Västtyskland Wilhelm Kuhweide Karsten Meyer   |
| Flygande Holländare Detaljer... | Storbritannien Rodney Pattisson Christopher Davies | Frankrike Yves Pajot Marc Pajot                           | Västtyskland Ullrich Libor Peter Naumann      |
| Drake Detaljer...               | Australien John Cuneo Thomas Anderson John Shaw    | Östtyskland Paul Borowski Konrad Weichert Karl-Heinz Thun | USA Donald Cohan Charles Horter John Marshall |
| Tempest Detaljer...             | Sovjetunionen Valentin Mankin Vitali Dirdira       | Storbritannien Alan Warren David Hunt                     | USA Glen Foster Peter Dean                    |
| Soling Detaljer...              | USA Harry Melges William Bentsen William Allen     | Sverige Stig Wennerström Bo Knape Stefan Krook            | Kanada David Miller John Ekels Paul Cote      |